# 崔宇
崔宇（1989年6月27日—），出生于北京市，足球运动员。现效力大連超越，司职后卫。

## 职业生涯
崔宇最初在北京三高接受青训，2003年被同城球队北京国安看中，选入梯队。2010年，北京国安梯队以“北京国安精英”为名参加新加坡职业足球联赛，崔宇就在队中。2011年，北京国安又把他租给了中乙球队青岛青科。2012年，在北京国安一直等不到上场机会的崔宇转会加盟北京八喜，然而又被俱乐部转手租给中乙球队北京亿通酷车。北京亿通酷车冲甲失败，次年解散。2013年，崔宇加盟青海森科。球队在2013年中国足球乙级联赛中冲入全国总决赛，四分之一决赛面对深圳风鹏。首回合崔宇打入一球，但球队1比2主场失利。次回合的比赛中，崔宇首开纪录，帮助球队1比0领先。但是对方很快扳回两球，青海队球员情绪渐渐失控。崔宇与深圳队的蔡曦口角，两人各领到一张黄牌，崔宇因累积两张黄牌被逐出场，他成了这场比赛第二个被罚出场的森科球员。最终这场比赛森科队有五名球员吃到红牌，比赛被迫提前结束。赛后，青海队员称，裁判判罚不公，崔宇不该吃到第二张黄牌，因为蔡曦先侵犯了崔宇。